# Rugebaktetjärnarna (Tärna socken, Lappland, 729401-149973)
Rugebaktetjärnarna är en sjö i Storumans kommun i Lappland och ingår i Umeälvens huvudavrinningsområde. Sjön har en area på 0,0147 kvadratkilometer och ligger 867,3 meter över havet. Rugebaktetjärnarna ligger i Vindelfjällen Natura 2000-område.

## Delavrinningsområde
Rugebaktetjärnarna ingår i det delavrinningsområde (729400-149953) som SMHI kallar för Utloppet av Rugebaktetjärnarna. Medelhöjden är 895 meter över havet och ytan är 0,11 kvadratkilometer. Det finns inga avrinningsområden uppströms utan avrinningsområdet är högsta punkten. Vattendraget som avvattnar avrinningsområdet har biflödesordning 4, vilket innebär att vattnet flödar genom totalt 4 vattendrag innan det når havet efter 361 kilometer. Avrinningsområdet består mestadels av kalfjäll (100 procent).